# Biserica Santi Sergio e Bacco din Roma

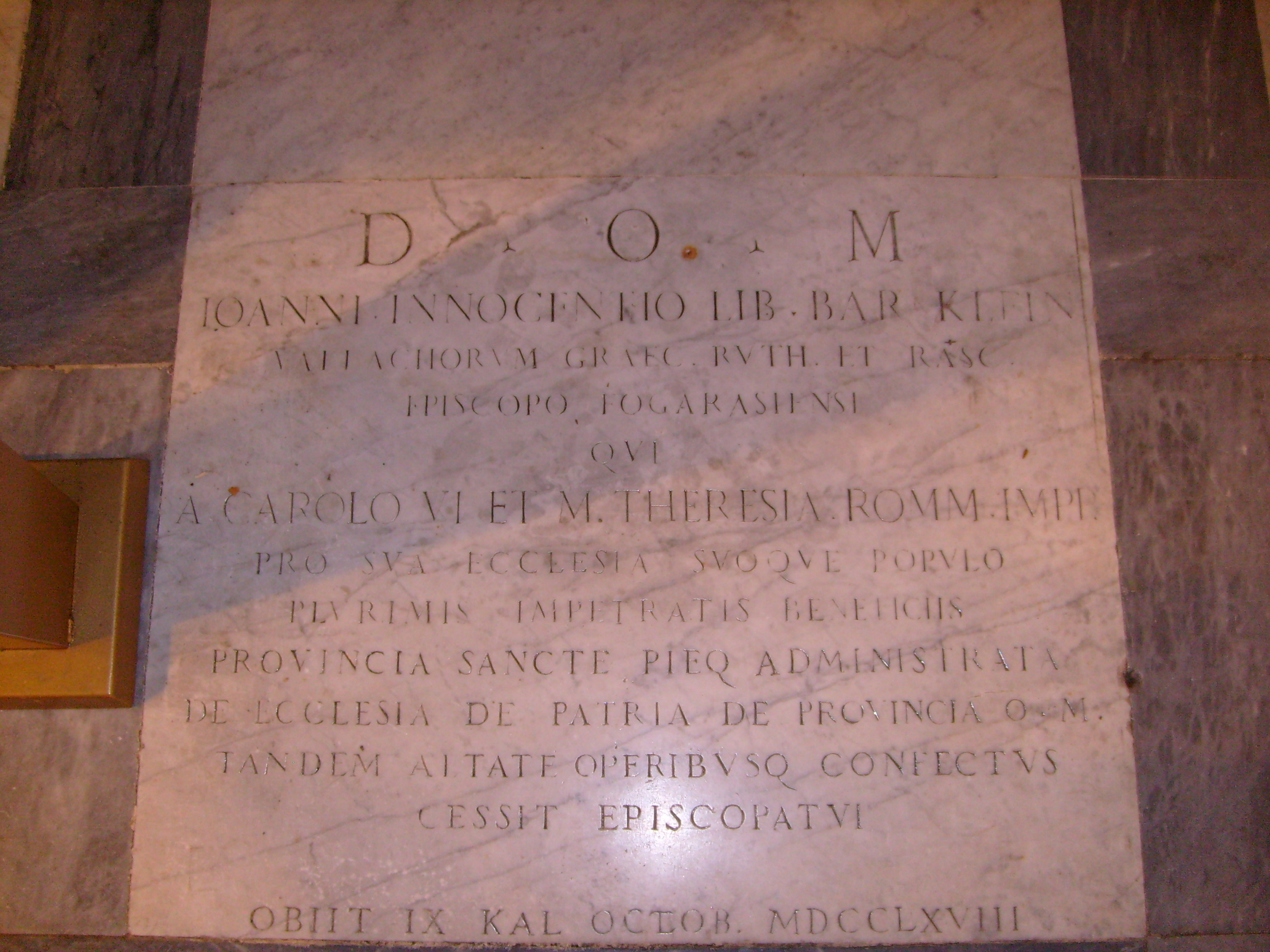
Epitaful episcopului Inocenţiu Micu, scris de nepotul său, Samuel Micu

Biserica Santi Sergio e Bacco din Roma, cunoscută și sub numele Madonna del Pascolo, după o icoană păstrată acolo, este o biserică din Roma atestată din anul 796, folosită din secolul al XVI-lea de călugării greco-catolici bazilieni.
În această biserică a fost înmormântat episcopul Inocențiu Micu-Klein, la rândul său călugăr bazilian. Osemintele sale au fost aduse la Blaj în anul 1997.
Epitaful episcopului, scris de Samuel Micu, se găsește în interiorul bisericii.
Biserica Santi Sergio e Bacco este în prezent biserica greco-catolicilor ucraineni din Roma.